# مارکو راموس (بازیکن فوتبال)
مارکو راموس (انگلیسی: Marco Ramos؛ زادهٔ ۲۶ آوریل ۱۹۸۳) بازیکن فوتبال اهل پرتغال است.
از باشگاه‌هایی که در آن بازی کرده‌است می‌توان به باشگاه فوتبال اوسر، آ.اس موناکو، باشگاه ورزشی براگا، باشگاه فوتبال اف۹۱ دودلانژ، و باشگاه فوتبال لانس اشاره کرد.
وی همچنین در تیم ملی فوتبال زیر ۱۹ سال پرتغال بازی کرده‌است.